# Organisationsschema

Ett exempel på ett organisationsschema, i detta fall för NASA.

Ett organisationsschema eller organigram är ett uppritat schema över en organisation och dess olika delar samt dessas inbördes förhållande. En vanlig form av organisationsschema anger olika enheter eller ledningsnivåer med rutor och lydnadsförhållanden mellan dem med linjer. Annan information förekommer också i denna typ av schema, exempelvis personalantal.